# Ignatij (Děputatov)
Ignatij (světským jménem: Alexej Michajlovič Děputatov; * 22. ledna 1977 Tugoles) je ruský duchovní Ruské pravoslavné církve a metropolita saratovský a volský.

## Život
Narodil se 22. ledna 1977 ve vesnici Tugoles Moskevské oblasti.
Roku 1994 dokončil střední školu č. 5 ve městě Šatura. Následně nastoupil na Rjazaňské duchovní učiliště. O dva roky později odešel na Samarský duchovní seminář, který dokončil roku 1998.
Dne 22. listopadu 1998 byl rektorem Petrohradských duchovních škol biskupem tichvinským Konstantinem (Gorjanovem) uveden do služby čtece. Stejného roku nastoupil na Petrohradskou duchovní akademii.
V srpnu 2002 se stal přednášejícím biblické historie na Rjazaňském duchovním učilišti.
Dne 27. října 2002 byl metropolitou rjazaňským a kasimovským Simonem (Novikovem) postřižen na monacha se jménem Ignatij na počest svatého mučedníka Ignatija (Sadkovského). Dne 31. října byl rukopoložen na hierodiakona a 4. listopadu na jeromonacha.
Dne 23. července 2003 byl jmenován prorektorem pedagogické činnosti Rjazaňského duchovního učiliště. Od září stejného roku přednášel pastorální teologii, homiletiku a sociální koncepci Ruské pravoslavné církve.
V letech 2004–2006 studoval na Moskevské duchovní akademii.
Dne 6. října 2005 byl jmenován představeným monastýru Proměnění Páně v Rjazani.
Na Velikonoce roku 2007 byl patriarchou moskevským Alexijem II. povýšen na igumena.
Roku 2008 dokončil studium práva na Rjazaňské státní univerzitě.
Dne 27. května 2009 se stal prvním prorektorem Rjazaňského duchovního semináře.
Roku 2011 byl jmenován prvním zástupcem ředitele rjazaňské filiální autonomní organizace vyššího vzdělávání – Smolny institut Ruské akademie vzdělávání.
Dne 27. července 2011 jej Svatý synod zvolil biskupem šachtynským a millerovským. Dne 18. srpna 2011 byl v chrámu Krista Spasitele v Moskvě povýšen na archimandritu a poté byl oficiálně jmenován biskupem. Dne 21. srpna proběhla v Novospasském monastýru jeho biskupská chirotonie. Světiteli byli patriarcha moskevský Kirill, metropolita krutický a kolomenský Juvenalij (Pojarkov), metropolita saranský a mordovský Varsonofij (Sudakov), arcibiskup istrijský Arsenij (Jepifanov), arcibiskup rjazaňský a kasimovský Pavel (Ponomarjov), arcibiskup kostromský a galičský Alexij (Frolov), biskup rostovský a novočerkasský Merkurij (Ivanov), biskup bronnický Ignatij (Punin), biskup solněčnogorský Sergij (Čašin), biskup podolský Tichon (Zajcev) a biskup voskresenský Savva (Michejev).
Dne 26. prosince 2012 byl Svatým synodem potvrzen ve funkci představeného Pokrovského monastýru ve slobodě Verchněmakejevka.
Dne 30. května 2014 se stal biskupem vologdským a velikousťugským.
Dne 25. července 2014 byl potvrzen ve funkci představeného Spaso-Priluckého monastýru a Kirillo-Belozerského monastýru.
Dne 23. října 2014 byl v souvislosti se zřízením vologdské metropole ustanoven metropolitou vologdským a kirillovským, dočasným správcem velikousťugské eparchie.
Dne 4. listopadu 2014 byl v chrámu Zesnutí přesvaté Bohorodice v Moskvě povýšen patriarchou Kirillem na metropolitu.
Dne 25. prosince 2014 byl jmenován rektorem nového Vologdského duchovního semináře.
Dne 26. února 2019 byl ustanoven předsedou Finanční a hospodářské správy Moskevského patriarchátu.
Od 26. února 2019 do 3. září 2020 byl představeným chrámu Životodárné Trojice v Chorošjovu.
Dne 26. prosince 2019 byl osvobozen od funkce rektora semináře.
Dne 25. srpna 2020 jej Svatý synod jmenoval metropolitou saratovským a volským. Stejného dne byl uvolněn z funkce předsedy finanční správy.
Dne 20. listopadu 2020 byl potvrzen ve funkci Saratovského Spaso-Preobraženského monastýru a 29. prosince 2020 ve funkci představeného monastýru svatého Mikuláše v Saratově.